# Wężówka afrykańska
Wężówka afrykańska (Anhinga rufa) – gatunek ptaka z rodziny wężówek (Anhingidae). Osiadły, lokalne wędrówki podejmowane są w odpowiedzi na susze. Występuje w Afryce Subsaharyjskiej oraz na Madagaskarze. Do lat 90. XX wieku występował również w dolinie Tygrysu i Eufratu, a do 1962 – na tureckim jeziorze Amik i izraelskim Hula. Nie jest zagrożony wyginięciem – IUCN uznaje wężówkę afrykańską za gatunek najmniejszej troski. Liczebność populacji szacowana była w 2001 roku na 28–125 tys. osobników.
IOC wyróżnia trzy podgatunki wężówki afrykańskiej, z których A. r. chantrei, prawdopodobnie już wymarł – ostatnia obserwacja pochodzi z lat 90. XX wieku. Pozostałe zamieszkują odpowiednio: A. r. rufa – Afrykę subsaharyjską a A. r. vulsini – Madagaskar. Środowiskiem życia tych wężówek są spokojne i płytkie wody śródlądowe. Długość ciała wynosi 85–97 cm; masa ciała 1058–1815 g. Występuje dymorfizm płciowy w upierzeniu. Wężówki afrykańskie mają w zwyczaju przesiadywać na skałach i drzewach w mocno wyprostowanej pozycji, z nogami daleko z tyłu ciała. Ich pióra łatwo nasiąkają wodą, toteż suszą je – podobnie jak kormorany, które przypominają z wyglądu – siedząc z rozłożonymi skrzydłami i ogonem. Żywią się głównie rybami, które łowią nurkując, poza tym zjadają też płazy, wodne węże, żółwie czy wodne owady.

## Taksonomia
Po raz pierwszy gatunek opisał François Marie Daudin w 1802 w Histoire naturelle, którego głównym autorem był Georges-Louis Leclerc. Holotyp pochodził z Senegalu. Daudin nadał nowemu gatunkowi nazwę Plotus rufus. Z opisem połączona była tablica barwna oznaczona numerem 107. Została zamieszczona w 2. tomie Planches enluminées d’histoire naturelle, gdzie wężówkę afrykańską nazwano Anhinga du Senegal.
Obecnie (2019) Międzynarodowy Komitet Ornitologiczny umieszcza wężowkę afrykańską w rodzaju Anhinga jako jeden z czterech gatunków. Dawniej wężówka afrykańska bywała uznawana za jeden gatunek z wężówkami: indyjską (A. melanogaster) i australijską (A. novaehollandiae). Klasyfikację taką zastosowano na przykład w Handbook of the birds of Europe, the Middle East and North Africa (1994) czy Check-list of birds of the world (1979). W 2005 roku Kennedy et al. opublikowali wyniki badania nad filogenetyką wężówek, kormoranów i głuptaków oparte na sekwencjonowaniu mtDNA. Uwzględnili wszystkie wężówki z wyjątkiem indyjskiej. Uzyskane przez nich wyniki wskazywały na odrębność gatunkową wężówek: amerykańskiej (A. anhinga), afrykańskiej i australijskiej.
IOC wyróżnia 3 podgatunki, podobnie jak autorzy HBW.
W 2013 doniesiono o zsekwencjonowaniu po raz pierwszy genomu mitochondrialnego wężówki afrykańskiej. Liczy on 19 385 par zasad. Przed 1994 zsekwencjonowano 16S rRNA (część podjednostki 30S), lecz wyników nie opublikowano.
Drzewo największego prawdopodobieństwa na podstawie Kennedy et al., 2005.
|  | Anhinga anhinga                                                          |
|  |                                                                          |
|  | \| \| Anhinga rufa \| \| \| \| \| \| Anhinga novaehollandiae \| \| \| \| |
|  |                                                                          |
|  | Anhinga rufa                                                             |
|  |                                                                          |
|  | Anhinga novaehollandiae                                                  |
|  |                                                                          |

|  | Anhinga rufa            |
|  |                         |
|  | Anhinga novaehollandiae |
|  |                         |

|  | Anhinga anhinga                                                          |
|  |                                                                          |
|  | \| \| Anhinga rufa \| \| \| \| \| \| Anhinga novaehollandiae \| \| \| \| |
|  |                                                                          |
|  | Anhinga rufa                                                             |
|  |                                                                          |
|  | Anhinga novaehollandiae                                                  |
|  |                                                                          |

|  | Anhinga rufa            |
|  |                         |
|  | Anhinga novaehollandiae |
|  |                         |

|  | Anhinga anhinga                                                          |
|  |                                                                          |
|  | \| \| Anhinga rufa \| \| \| \| \| \| Anhinga novaehollandiae \| \| \| \| |
|  |                                                                          |
|  | Anhinga rufa                                                             |
|  |                                                                          |
|  | Anhinga novaehollandiae                                                  |
|  |                                                                          |

|  | Anhinga rufa            |
|  |                         |
|  | Anhinga novaehollandiae |
|  |                         |

|  | Anhinga anhinga                                                          |
|  |                                                                          |
|  | \| \| Anhinga rufa \| \| \| \| \| \| Anhinga novaehollandiae \| \| \| \| |
|  |                                                                          |
|  | Anhinga rufa                                                             |
|  |                                                                          |
|  | Anhinga novaehollandiae                                                  |
|  |                                                                          |

|  | Anhinga rufa            |
|  |                         |
|  | Anhinga novaehollandiae |
|  |                         |

## Podgatunki i zasięg występowania
IOC wyróżnia następujące podgatunki:
- A. r. rufa (Daudin, 1802) – Afryka Subsaharyjska, od Senegambii po północny Sudan i dalej na południe po Południową Afrykę[7], aż do Przylądka Dobrej Nadziei[13]. Nieobecne w północnej Somalii[14]. Gniazdują w Etiopii, lecz w pobliskiej Erytrei pojawiają się sporadycznie i poza sezonem lęgowym[15]. Szczególnie istotnym obszarem występowania tego podgatunku jest Delta Okawango. W Lesotho gatunek w większości nieobecny na wyższych wysokościach. W zachodnim Zimbabwe i Transwalu (współcześnie północno-wschodnie RPA) zasięg jest pofragmentowany ze względu na brak dogodnych środowisk[16]. W Mozambiku nieliczne, skupione na śródlądowych jeziorach. Przy granicy z RPA zasięg pofragmentowany przez pasmo Lebombo[17].
- A. r. vulsini Bangs, 1918 – Madagaskar[7]; współcześnie niemal wyłącznie zachodnia część wyspy, dawniej cały jej obszar z wyjątkiem skrajnie południowo-wschodniej części. Od lat 80. XX wieku we wschodniej części wyspy notuje się wyłącznie pojedyncze obserwacje[18]
- A. r. chantrei (Oustalet, 1882) – mokradła w dorzeczu dolnych odcinków Tygrysu i Eufratu w Iraku i Iranie[7]; ostatnie obserwacje pochodzą z lat 90. XX wieku, być może już wymarły[19]. Dawniej również Turcja[7] (nieistniejące już jezioro Amik[13]), gdzie wymarła na początku lat 60. XX wieku[20], oraz Izrael (jezioro Hula[13]; w czasach współczesnych osuszone, w 1994 częściowo przywrócone pod postacią mokradła[21]). Niegdyś pojawiały się zimą także na rezerwuarze nieopodal ujścia Jarmuku w Jordanii[22].

Na Sokotrze wężówka afrykańska ma status gatunku zalatującego, podobnie jak w Egipcie i na Komorach. O występowaniu w Egipcie w okresie starożytności świadczą odnalezione szczątki subfosylne oraz przedstawienie tych ptaków w hieroglifach. W czasach współczesnych wężówki afrykańskie pojawiają się w tym kraju sporadycznie. Wiadomo o dwóch ptakach odłowionych w marcu i październiku w 1950, obserwacjach z kwietnia, września i grudnia 1985 oraz z marca 1989. Później nie było już stwierdzeń, przynajmniej do 2004 roku. Mimo że niektóre źródła wspominały o zalatywaniu do Kuwejtu, nie zostało to potwierdzone, a potencjalną obserwację z 1969 odrzucono. W Maroku obserwowano wężówki afrykańskie dwukrotnie, we wrześniu 1979 i sierpniu 1985. Najbliższe stanowiska lęgowe znajdowały się wówczas około 2000 km dalej, w Mauretanii, co wskazuje na zdolność do pokonywania znacznych dystansów. W 1972 obserwowano ptaka nieokreślonego podgatunku na Seszelach, lecz ze względu na brak detali obserwacja ta nie jest uznawana za wiarygodną. W pierwszej połowie lat 40. XX wieku Piggott zaobserwował dwie pary wężówek afrykańskich na wyspie Mafia (u wybrzeża Tanzanii).

## Morfologia

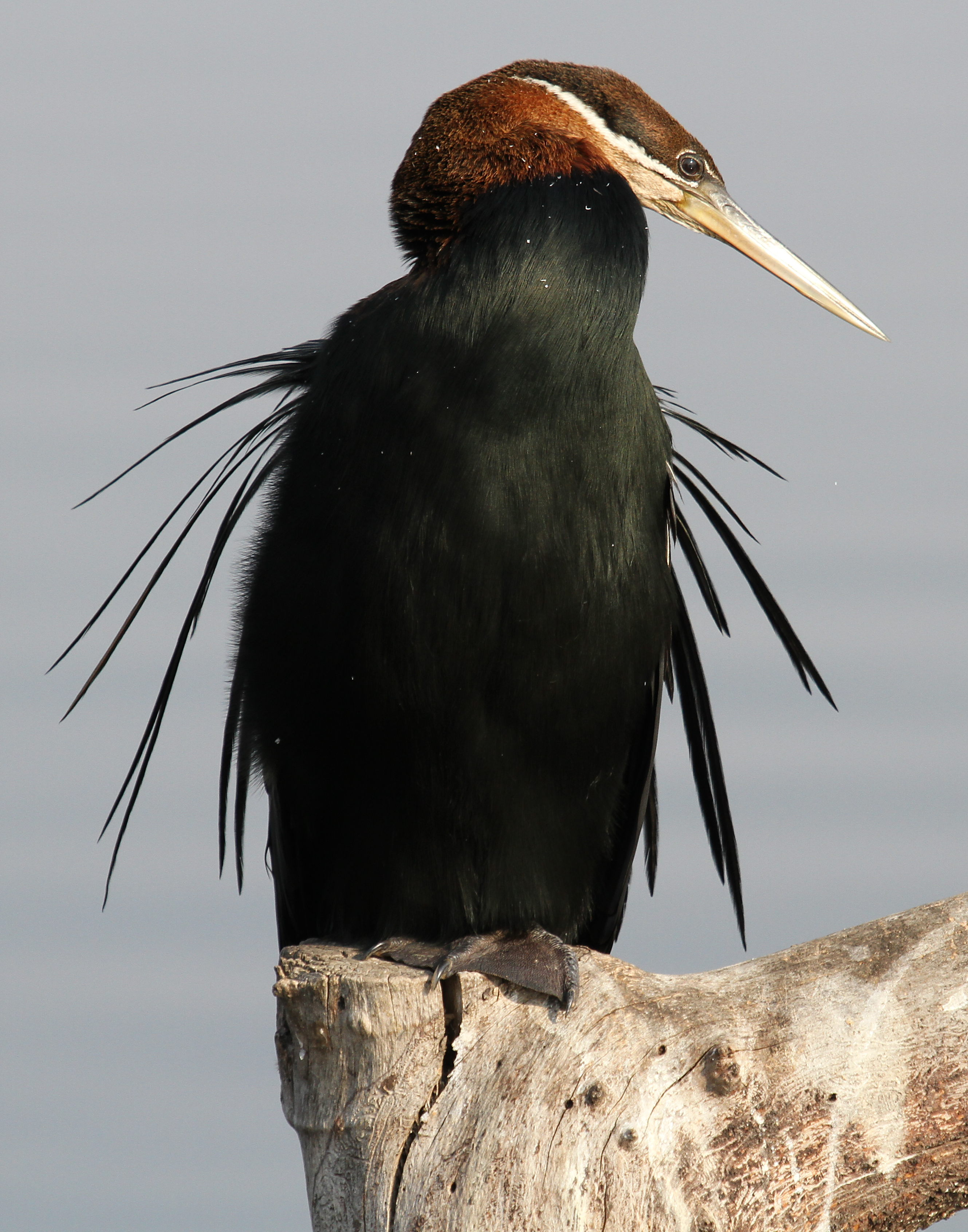
Widoczne ozdobne wydłużone barkówki

Długość ciała wynosi 85–97 cm; masa ciała 1058–1815 g; rozpiętość skrzydeł 116–128 cm. Wymiary szczegółowe, podane w milimetrach, przedstawia poniższa tabela:
| Wymiary szczegółowe w mm | Wymiary szczegółowe w mm | Wymiary szczegółowe w mm | Wymiary szczegółowe w mm | Wymiary szczegółowe w mm | Wymiary szczegółowe w mm       | Wymiary szczegółowe w mm |
| Podgatunek               | Płeć                     | n                        | Długość skrzydła         | Długość ogona            | Długość górnej krawędzi dzioba | Długość skoku            |
| ------------------------ | ------------------------ | ------------------------ | ------------------------ | ------------------------ | ------------------------------ | ------------------------ |
| A. r. rufa               | ♂♂                       | 18                       | 336–366                  | 220–260                  | 73–85                          | 39,0–47,3                |
| A. r. rufa               | ♀♀                       | 10                       | 333–357                  | 230–246                  | 70,3–80,7                      | 41,4–46,3                |
| A. r. vulsini            | ♂♂                       | 4                        | 335–347                  | 235–258                  | 75,2–85,2                      | 43,1–44,3                |
| A. r. vulsini            | ♀♀                       | 5                        | 343–365                  | 261–280                  | 77,0–92,5                      | 40,6–48,2                |
| A. r. chantrei           | ♂♂                       | 7                        | 337–359                  | 228–237                  | 80,2–88,3                      | 44,2–47,04               |
| A. r. chantrei           | ♀♀                       | 6                        | 328–344                  | 208–228                  | 76,0–85,9                      | 43,4–49,6                |

Wężówki afrykańskie przypominają z wyglądu kormorany. Mają ciężką budowę ciała. W sylwetce wyróżnia się długi stopniowany ogon przypominający kształtem wiosło. Głowa jest długa, wąska i spłaszczona, w kształcie nie zaznacza się wyraźnie profil czoła i kark. Występuje dymorfizm płciowy w upierzeniu. U samca ciemię, kark i tył szyi ciemne, czarnobrązowe. Boki szyi i czoło kasztanowe z podłużnym białym pasem, który na odcinku od policzka w dół jest czarno obrzeżony. Z owego pasa wyrastają trudno dostrzegalne pióra nitkowate. Broda i gardło płowe. Płaszcz, grzbiet, kuper, pokrywy nadogonowe i cały spód ciała mają barwę czarną z oleistym zielonym lub brązowym połyskiem. Lotki I i II rzędu oraz sterówki czarne. Barkówki, lotki III rzędu oraz pokrywy skrzydłowe czarne, wyróżnia się biegnący wzdłuż środków piór biały pas. Barkówki są ostro zakończone i wydłużone; na tle innych wężówek cecha ta jest przeciętnie zaznaczona. Pokrywy lotek II rzędu przybierają kolor czerwonobrązowy. Spód skrzydeł czarny. Środkową parę sterówek wyróżnia około 30 poprzecznych zmarszczek, podobnie ozdobione są najdłuższe pokrywy skrzydłowe. Przód głowy brązowawy lub żółtawy.
Samice od samców odróżnia czerwonobrązowa głowa i środek szyi (nie czarniawe jak u samca). Ponadto ich czoło i górną część piersi pokrywa czarny obszar o rdzawych krawędziach. Białe pasy na barkówkach są lepiej widoczne niż u samców. Spód ciała czarniawy. Osobniki młodociane można odróżnić na podstawie wyglądu. Przedstawicieli A. r. vulsini od ptaków z kontynentu odróżnia bardziej brązowa głowa i rozmyty pasek biegnący od policzka, do tego cienko czarno okalany (cecha szczególnie widoczna u samców). Ponadto pokrywy skrzydłowe większe są bardziej szare i jaśniejsze. Samce zdają się mniejsze od samic.
Dziób u samca o barwie rogowej, zielonkawy lub żółtawy. Według innego źródła niezależnie od płci dziób jest intensywnie żółty z rogowym nalotem w sezonie lęgowym, a poza nim – mniej wybarwiony. Tęczówka u ptaków obojga płci od intensywnie żółtej po czerwoną; poza porą lęgową bledsza. Obrączka oczna barwy od żółtej po brązową. Nogi występują w różnych odcieniach brązów, szarości i żółci; cecha ta zmienia się w zależności od regionu występowania lub pory roku. Są wyposażone w błony pławne.
Pora i przebieg pierzenia są słabo poznane. Nieznany jest okres dzielący opierzenie od zyskania szaty dorosłej, prawdopodobnie jest to co najmniej 18 miesięcy. W trakcie pierzenia wymieniane są wszystkie lotki naraz, sterówki natomiast – częściowo. Być może niektóre są zachowywane dłużej niż jeden sezon, jako że ogon jest niezbędny przy ustalaniu kąta i głębokości podczas nurkowania. Zostało to udokumentowane na zdjęciach i opisane w 2014; z setek obserwowanych w południowej Afryce wężówek jedynie 7 pierzyło akurat lotki i było to całkowite pierzenie skutkujące nielotnością. Taką tymczasową utratę lotności u wężówek ogółem opisano dopiero w latach 20. XX wieku i znano z nielicznych przykładów.

## Ekologia i zachowanie

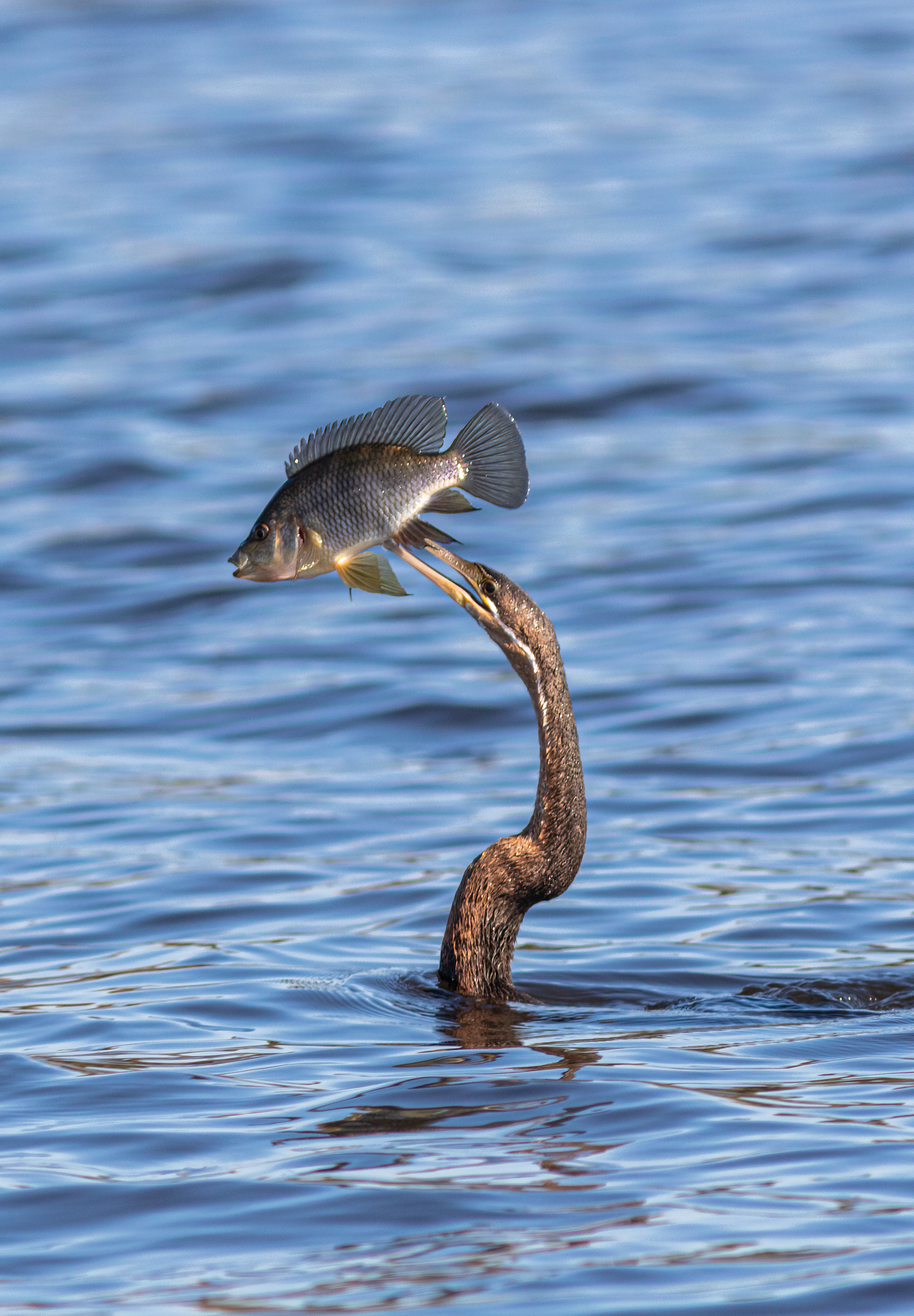
Wężówka afrykańska ze zdobyczą. Park Narodowy Chobe, Botswana

Środowiskiem życia wężówek afrykańskich są głównie spokojne i płytkie wody śródlądowe – jeziora słodkie i słone oraz wolno płynące rzeki i strumienie. Warunkiem jest obfite występowanie w nich ryb. Ptaki te dobrze adaptują się do środowisk stworzonych przez ludzi, chętnie wykorzystują środowiska wodne w pobliżu tam czy kanałów. Na Madagaskarze wężówki afrykańskie odnotowywano niegdyś do około 1500 m n.p.m. Zasięg wężówek afrykańskich mniej więcej pokrywa się z zasięgiem kormoranów etiopskich (Microcarbo africanus) oraz czarnych (Phalacrocorax carbo), prócz tego podobnie żerują i mają zbliżony skład pożywienia.
Wężówki afrykańskie przesiadują na skałach czy drzewach w mocno wyprostowanej pozycji, w której nogi znajdują się daleko w tyle ciała. Niekiedy rozkładają skrzydła i ogon – podobnie jak to czynią kormorany. Chodzą dość powoli i dziwacznie; rzadko są widywane podczas chodzenia. Podczas pływania ponad powierzchnią wody trzymają jedynie głowę i szyję, przez co ich wygląd szczególnie kojarzy się z wężami. Doskonale pływają, potrafią nurkować i pod wodą łapią zdobycz. Latają pewnie, podobnie do kormoranów – z serią mocnych uderzeń skrzydeł zakończoną krótkim ślizgiem. Czasami szybują wysoko z rozpostartymi ogonami. W locie trzymają szyję wyciągniętą, tylko lekko zgiętą. Nie są zbyt towarzyskie, przeważnie przebywają pojedynczo lub w parach. Bywają widywane w grupach liczących do 5 osobników, czasem w towarzystwie kormoranów etiopskich. Dawniej uchodziły za ptaki miejscami nielękliwe, miejscami zaś – płochliwe. Współcześnie, być może na skutek polowań, są przeważnie skrajnie płochliwe. Podczas tymczasowej utraty zdolności lotu w trakcie pierzenia są w stanie wspinać się na niemal pionowe drzewa; pomagają sobie wówczas piersią i pozbawionymi lotek skrzydłami. Zwykle wężówki afrykańskie milczą. W okolicy gniazda odzywają się ostrym terkotem, opisywanym też jako chrypliwe lub rechoczące kwakanie. Poza sezonem lęgowym mogą odzywać się głosem mającym na celu scalanie poszczególnych członków stada. Na dorosłe osobniki polują orły sawannowe (Aquila rapax).

### Pożywienie
Pożywieniem wężówek afrykańskich są głównie ryby, w tym pielęgnicowate (Cichlidae) i karpiowate (Cyprinidae). Ponadto zjadają płazy, wodne węże, żółwie, wodne owady, mięczaki i skorupiaki. Upolowane ryby mogą nabijać na dziób i wyciągać na powierzchnię, by połknąć je, zaczynając od głowy. Czasami zatrzymują się pod wodą, by w bezruchu czatować na rybę. Na jeziorze Kariba (Zimbabwe) w badaniach z 1978 dominującą zdobyczą okazały się być pielęgnicowate, szczególnie Haplochromis, Pseudocrenilabrus, Tilapia i Sarotherodon melanotheron. Przeciętna długość zdobyczy wynosiła około 8 cm. 31% wężówek wybierało ryby wyłącznie jednego gatunku, co wskazuje na szerszy skład pożywienia niż u kormorana etiopskiego, gdzie na jednym gatunku żerowało 86% osobników. Dokładny skład pożywienia analizowano także dla kilku lokalizacji w Ugandzie – na wodach Jeziora Wiktorii i Nilu Białego podzielonych na obszar przed i po Wodospadzie Murchisona. W obydwu przypadkach większą część ofiar stanowiły Haplochromis (razem 340 z 383 sztuk zdobyczy), drugą w kolejności – Tilapia (20 z 383 sztuk zdobyczy). Prócz tego stwierdzono między innymi ryby Lates i Alestes. Dwie wężówki od pisklęcia wychowywane w niewoli tuż po uzyskaniu lotności zjadały pokarm o łącznej masie bliskiej 16% własnej masy ciała; proporcja ta utrzymywała się w dalszym ich życiu.

### Lęgi

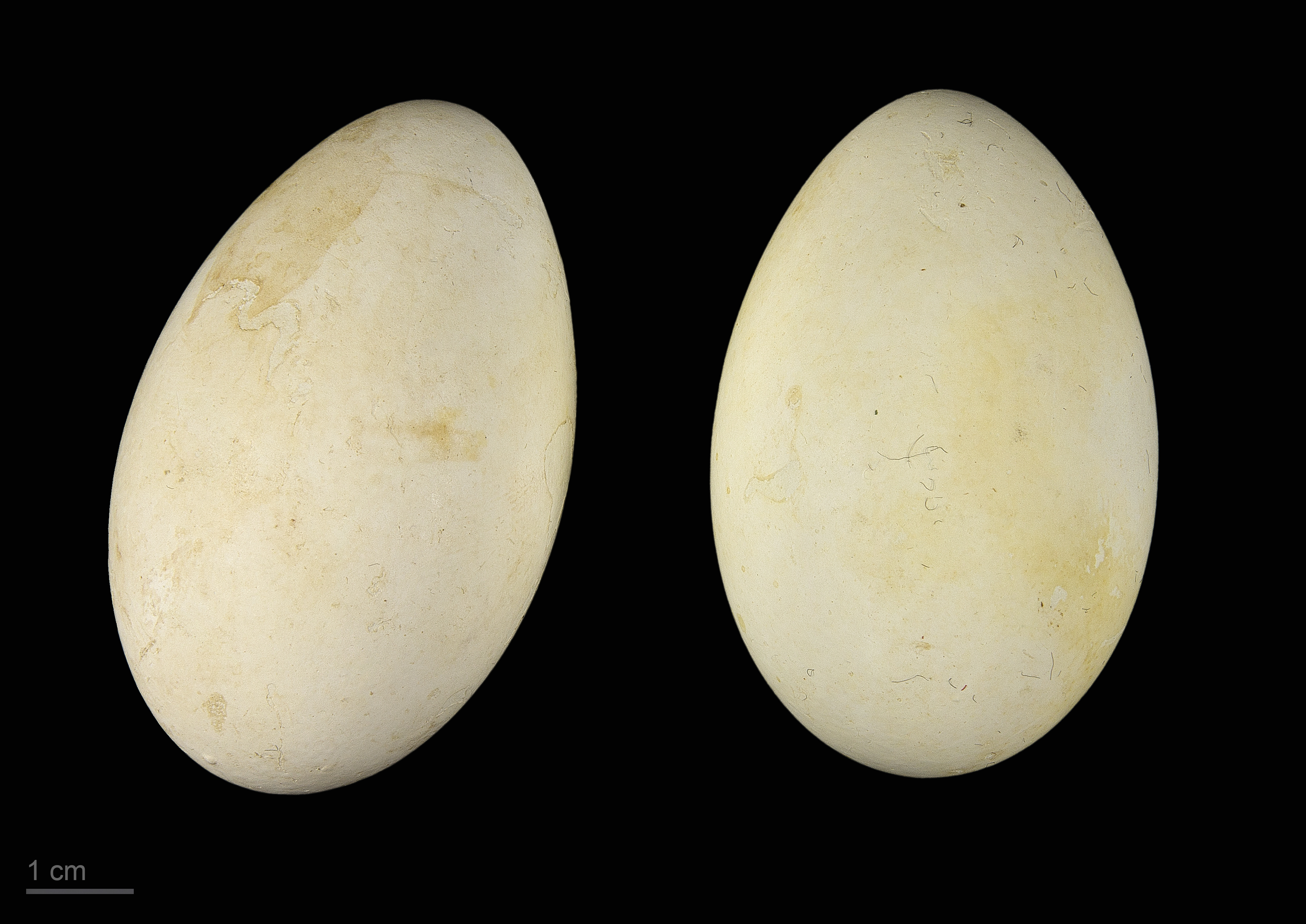
Jaja wężówki afrykańskiej podgatunku A. r. chantrei

W niektórych rejonach występowania występuje sezonowość w rozrodzie, w innych lęgi odbywają się cały rok. W delcie Senegalu składanie jaj odnotowywano w sierpniu i wrześniu, a obecność prawie opierzonych młodych od grudnia. W Etiopii zniesienia stwierdzano do maja do września. Na kenijskim jeziorze Baringo pora lęgów zmienna, gniazdowanie nie odbywa się corocznie w tych samych miejscach. Na wspomnianym jeziorze wyraźny wzrost aktywności lęgowej przypada na okres od czerwca do września, w suchszej przerwie między porami deszczów. Na Jeziorze Wiktorii szczytowa aktywność przypada na wrzesień–styczeń, czyli późną porę deszczową i porę suchą. Na jeziorze Naivasha to czas od czerwca do września, czyli chłodniejsza pora sucha. Dane z Tanzanii i kenijskiego wybrzeża wskazują na lęgi w porze największych opadów. Jest to odwrotny trend niż w przypadku wężówek z pozostałych części Afryki Wschodniej. W południowej części Afryki zależnie od regionu pora rozrodu różna. Odnotowuje się zarówno lęgi cały rok, jak i skupione w jednym czasie, przykładowo w południowo-zachodnim Kraju Przylądkowym (współcześnie podzielonym na trzy prowincje) szczytowy okres aktywności lęgowej przypada na koniec zimowych deszczów, lecz lęgi trwają jeszcze całe lato. W Namibii zniesienia stwierdzano cały rok oprócz kwietnia, maja i grudnia. Brak szczegółowych informacji o lęgach na Madagaskarze. Nieokreśloną aktywność lęgową stwierdzano tam w marcu i czerwcu, być może trwa ona cały rok. Z dostępnych fragmentarycznych informacji o lęgach w Turcji wywnioskować można, że początek składania jaj przypadał tam na początek kwietnia, a budowa gniazd – na marzec. Informacja z początku lat 60. XX wieku o rzekomym gniazdowaniu dwa razy w roku w Ghanie nie została potwierdzona.
Opisano różnorodne formy tokowania, w większości z udziałem falujących czy przypominających ukłony ruchów dzioba, głowy i szyi. Wężówki afrykańskie mogą gniazdować samotnie lub w koloniach. W Afryce liczą one od kilku do kilkuset par. Zdarza się gniazdowanie wśród ptaków innych gatunków – kormoranów, warzęch i czapli. Gniazda umieszczone są na drzewach lub w szuwarach, 1–6 m nad ziemią. Ich budowa trwa niedługo, około jednego dnia. Mają lichą budowę. Składają się z gałęzi, ulistnionych lub nie, oraz fragmentów trzcin. Średnica wynosi 40–45 cm. Samiec odpowiedzialny jest za znoszenie materiałów do budowy, która przypada samicy.
W zniesieniu znajduje się od 2 do 6 jaj, zwykle 3 lub 4. Wymiary średnie dla 164 afrykańskich jaj: 53 (46–60) na 35 (31–40) mm. Jaja są składane w nieregularnych odstępach 1–3 dni, jedynie kilka dni po kopulacji (Jihnsgard wspomina o 2–3 dniach po utworzeniu pary, jednak nie wyjaśnia szerzej). Wysiadywanie rozpoczyna się po zniesieniu pierwszego jaja i trwa 21–27 dni, biorą w nim udział obydwoje rodzice; zmieniają się kilka razy na dobę. Pisklęta wężówek afrykańskich klują się nagie. Po dwóch dniach pokrywają się białym puchem, który później na głowie, szyi i płaszczu zmienia barwę na płowobrązową (czasem całkowicie brązową). Lotki i sterówki wyrzynają się po blisko 3 tygodniach życia, po 4 są dobrze rozwinięte. Wężówki mogą opuszczać gniazdo po 25–40 dniach życia, w jego okolicach pływają i nurkują. Dwie wężówki od pisklęcia wychowywane w niewoli początkowo zjadały ilość pokarmu odpowiadającą około 50% swojej masy, systematycznie procent ten spadał. Do gniazda wracają, wspinając się z pomocą dzioba, skrzydeł i stóp, lub zostają na niższych gałęziach z innymi młodymi. Rzadko wracają do gniazda po około 5 tygodniach życia. Cztery osobniki w niewoli były zdolne do lotu po 58 dniach życia. Znanymi drapieżnikami piskląt są bieliki afrykańskie (Haliaeetus vocifer) i owadożery palmowe (Polyboroides typus).

### Pasożyty i choroby
U wężówek afrykańskich z jeziora Chivero (Zimbabwe) wykryto nicienie Contracaecum z rzędu Ascaridida, których żywicielami pośrednimi są ryby. Byli to przedstawiciele gatunków C. rudolphii (w siedlisku stwierdzony także u kormoranów), C. microcephalum, C. tricuspis (wyłącznie u wężówek). C. microcephalum wykryto wcześniej u wężówek w Południowej Afryce. U zbadanych w latach 60. XX wieku w Ghanie osobników wykazano 6 gatunków przywr i tasiemców, w tym trzy nowe (przywry), opisane w 1968. Z wężówki afrykańskiej z Kongo pochodzi również okaz typowy apikompleksu Leucocytozoon vandenbrandeni opisanego w 1931. Nie był on później odnotowany w jakiejkolwiek lokalizacji w Afryce, jedyne późniejsze stwierdzenie (według stanu wiedzy z 2004) pochodzi z 1960 z Australii od kormorana białolicego (Microcarbo melanoleucos). Do 2019 poznano trzy gatunki przywr wnętrzniaków z rodzaju Clinostomum, pasożytów ryb, bytujące w wężówkach afrykańskich. U jednego wychowywanego w niewoli pisklęcia opisano wystąpienie anielskiego skrzydła o podłożu niedoborów żywieniowych, prawdopodobnie wskutek usuwania ości ryb z pokarmu. Przetrzymywany przez człowieka osobnik radził sobie jednak z łapaniem ryb tak jak dzikie ptaki, a na konary drzew wspinał się z pomocą pazurów i dzioba.

## Status i zagrożenia
IUCN uznaje wężówkę afrykańską za gatunek najmniejszej troski (LC, Least Concern) nieprzerwanie od 1988 (stan w 2019). W 2019 BirdLife International szacowało trend liczebności populacji na spadkowy. Powoływało się na Wetlands International, wedle którego w 2001 populacja w zachodniej Afryce mogła liczyć 3–25 tys. osobników, zaś w południowej i wschodniej – 25–100 tys. osobników. Daje to łączną populację rzędu 28–125 tys. osobników.
W południowej części Afryki wężówki afrykańskie mogły zyskać na budowie tam oraz zarybianiu powstałych zbiorników. Trend ten szczególnie widoczny jest w pustynnym interiorze tej części kontynentu oraz w Namibii, gdzie zasięg występowania gatunku pokrywa się z rozmieszczeniem zbiorników retencyjnych. Prawdopodobnie zasięg gatunku w tym obszarze zwiększył się. Z drugiej strony osuszanie mokradeł i zmiana systemów rzecznych mogą stanowić zagrożenie dla wężówek. W jajach z pięciu siedlisk znad rzeki Vaal wykryto związki organiczne per- i polifluoroalkilowe (fluorosurfaktanty). Podobnie wysokiego poziomu nie wykryto w wodzie i osadach, co według badaczy nie jest jasne.
Podgatunek A. r. chantrei być może już wymarł. Ostatnia obserwacja pochodzi z lat 90. XX wieku. Po I wojnie w Zatoce Perskiej (1990–1991) osuszono niemalże 90% mokradeł obszaru Mezopotamii. Prawdopodobnie doprowadziło to do wymarcia tamtejszego podgatunku. W 1990 w Iraku zliczono 110 osobników; poza tym brak danych o statusie populacji.
Dawniej wężówki afrykańskie podgatunku A. r. chantrei zasiedlały również Turcję, dokładniej – nieistniejące już jezioro Amik w południowo-centralnej części kraju. Wymarły tam na początku lat 60. XX wieku – ostatniej obserwacji dokonano 9 maja 1962. Ptaki z tej populacji były częściowo wędrowne; zimowały na jeziorze Hula w północno-wschodnim Izraelu, prócz tego w mniejszej liczbie docierały do północno-zachodniego Izraela. Samo jezioro Hula było w latach 50. XX wieku poddawane osuszaniu ze względu na chęć utworzenia na jego obszarze nowych terenów rolniczych, zlikwidowania siedliska przenoszących malarię komarów i ograniczenia strat wody przez parowanie. Przez kolejne 40 lat doprowadziło to do poważnych problemów, między innymi pożarów podziemnych pokładów torfu, jałowienia gleby i zaniku lokalnych endemitów. Dawny teren jeziora został zalany w 1994 i częściowo przywrócony, jednak już w formie jedynie mokradła. 31 maja 2004 obserwowano wężówkę afrykańską na Jeziorze Tyberiadzkim. Było to pierwsze stwierdzenie od 1957. Nie wykonano zdjęć, obserwację wsparto szkicem wraz z opisem. Wężówki afrykańskie dawniej często gościły zimą na rezerwuarze obok ujścia Jarmuku w Jordanii. Przestały się tam pojawiać po osuszeniu jeziora Amik.

### Znaczenie dla człowieka
Niektórzy rybacy postrzegają wężówki afrykańskie jako zagrożenie dla rybołówstwa. Zjadają one jednak Barbus anoplus, które konkurują o pożywienie z pstrągami. W Zimbabwe stwierdzono żerowanie na rybie Sarotherodon melanotheron o znaczeniu gospodarczym.